# 小加多姆齊
49°52′17″N 28°49′23″E / 49.87139°N 28.82306°E
小加多姆齊（烏克蘭語：Малі Гадомці），是烏克蘭的村落，位於該國北部日托米爾州，由別爾季切夫區負責管轄，始建於1736年，面積1.12平方公里，海拔高度247米，2001年人口114，人口密度每平方公里101.51人。